# Golek (Črnomelj, Slovenija)
Golek je naselje u slovenskoj Općini Črnomelju. Golek se nalazi u pokrajini Dolenjskoj i statističkoj regiji Jugoistočnoj Sloveniji. 

## Stanovništvo
Prema popisu stanovništva iz 2002. godine naselje je imalo 55 stanovnika.